# Audencia Business School
Audencia Business School er en europæisk business school med campusser i Paris, Nantes og Beijing. Skolen blev grundlagt i 1900. Audencia blev placeret på en 63. plads blandt de europæiske business schools i 2015 af Financial Times. I 2015 blev Audencia Master in Management-program placeret på en 24. plads på verdensplan af Financial Times. Audencia har ligeledes et PhD-program såvel som adskillige Master-programmer inden for specifikke managementområder, såsom marketing, finans eller iværksætteri. 
Audencia programmer har de tre internationale akkrediteringer AMBA, EQUIS og AACSB. Skolen har over 30.000 alumner inden for handel og politik. Skolen er École nationale de l'aviation civile partner for en dobbelt ingeniøruddannelse / manager.